# محمد أبو عز الدين
محمّد أمين أبو عزّ الدين (23 فبراير 1867 - 10 فبراير 1917) قاضي وكاتب لبناني في العهد العثماني. من العبادية في قضاء بعبدا، ينتمي إلى عائلة درزية. من خريجي الجامعة الأميركية في بيروت في 1889 ثم التحق بخدمة دولة العثمانية. تولى عدة مناصب القضائية في متصرفية جبل لبنان. له مؤلفات في الأدب والاجتماع والتاريخ. 

## سيرته وعمله في القضاء
ولد محمد بن أمين بن إبراهيم بن منصور بن سليمان أبو عز الدين في العبادية في 23 شباط 1867/ 19 شوال 1283 وتقلی علومه في المدارس المحلية وفي مدرسة الفرندس في برمانا. وفي 1883 انتقل إلى الجامعة الأميركية في بيروت وتخرج فيها 1887 والتحق بخدمة الدولة كمحاسب في متصرفية جبل لبنان، ثم درس الحقوق كان أخص أساتذته الشيخ سعيد حمدان، وكان في الوقت نفسه يقوم بعمل كتابي في القلم العربي، وبعمل كتابيّ في محكمة الحقوق الاستئنافية. وفي 7 أيلول 1889 عين كاتباً لحلقة الاتهام ومساعداً في مكتب المدعي العام الاستئنافي.

وفي 16 تشرين الثاني 1892 عين موثقاً أي كاتب وقائع في محكمة الحقوق الاستئنافية ويقوم في‌ الوقت نفسه بوظيفة قاضي تحقيق في محكمة الجنايات إلى جانب وظيفة عضو ملازم في محكمتي الجزاء والحقوق الاستئنافيتين. و في 1903 عين رئیساً لمحكمة الشوف وفي‌ الوقت نفسه كان قائمقام الشوف بالوكالة.

وفي 13 أيلول 1907 عين عضوا في محكمة الجزاء الاستئافية وفي 21 كانون الأول 1914 تولی رئاسة هذه المحكمة، وفي 18 آذار 1915 عين رئیساً أصيلا لها، بدلا من مصطفى بك عماد الذي عين مكانه في محكمة الشوف، وبقي في هذه الوظيفة إلى أن توفي.

## وفاته
توفي محمد أبو عز الدين في بعبدا على أثر إصابته بالتيفوس في 10 شباط 1917، ونقل إلى مسقط رأسه في العبادية في مأتم حالف وقد رثاه عدد من الشعراء والأدباء. وفي 12 آذار 1917 أقيمت له حفلة تأبينية بمناسبة الأربعين في الوست هول في‌ الجامعة الأميركية تكلم فيها عدد من كبار الأدباء والشعراء منهم اسكندر العازار عن الأدباء، وإبراهيم المنذر عن أصدقاء الفقيد، وبولس الخولي عن خريجي الجامعة،‌وسعيد حماده عن رسالته الإصلاحية والتعليمية، وختم الاحتفال رئیس الجامعة الأميركية هوارد بلس عن مآثر محمد أبو عز الدين. وأقيمت له حفلة تذكارية أخرى في الجامعة الوطنية في عالية. 

وقد أطلقت اسمه على أحد شوارع وسط بيروت بالعاملية تقديرا لجهوده في القضاء والأدب.

## حياته الشخصية
كان يجيد العربية والإنجليزية والفرنسية ويعرف شيئاً من التركية. اشترك مع شقيقه سليمان أبو عز الدين في تأسيس جمعية المعارف التي كان لها الفضل الكبير في تعليم عدد وافر من الشباب. 

## مؤلفاته
كان محمد أبو عز الدين أديباً وكاتباً اجتماعيا،‌ كتب في المقتطف والصفاء وترجم رواية صفاء الوداد. له مصنف في التاريخ. 

## وصلات خارجية
- محمد أبو عز الدين على موقع أرشيف الشارخ.
- بعض مقالاته في sakhrit